# Exclaustration
En droit canon catholique une exclaustration est une autorisation officielle accordée à un religieux ou religieuse de vivre, pour un temps défini, à l’extérieur de sa communauté religieuse. L’exclaustration n’est accordée que pour raison grave, en particulier lorsqu’un religieux discerne sérieusement la possibilité de quitter l’institut religieux auquel il appartient. Une exclaustration, généralement accordée pour un an, ne peut être renouvelée au-delà de trois ans sans l’autorisation explicite du Saint-Siège.
En droit public, l'exclaustration revient à expulser des religieux de leurs monastères ou couvents.  
Un cas récent d'exclaustration a eu lieu en France en 2020.

## Dans le droit canon
L’exclaustration — qui n’est pas à confondre  avec  sécularisation ou laïcisation — est traitée dans les canons 686-688 et 745 du Code de droit canon catholique.
Seul un religieux ou religieuse ayant fait sa profession religieuse définitive peut recevoir un indult d’exclaustration par le Supérieur Général de son institut ou Ordre religieux. Cet indult ne peut être accordé que pour raisons graves et ne peut être prorogé au-delà de trois ans sans autorisation spéciale du Saint-Siège. S’il s’agit d’un prêtre l’accord de l’évêque du lieu où il va résider est nécessaire.
Les vœux de religion d’un religieux exclaustré ne sont pas suspendus. Cependant il ne vit plus en communauté et perd tout droit de vote actif et passif dans son institut religieux. Il peut porter l’habit religieux à moins que l’indult n’en spécifie autrement. Il doit subvenir à ses besoins personnels. Le religieux exclaustré doit rester en contact avec l’institut auquel il appartient selon des modalités que lui fixe le supérieur majeur.
À la demande d’un Supérieur Général d’un institut de droit pontifical, faite avec l’accord de son conseil, une exclaustration peut être imposée à un de ses religieux par le Saint-Siège. 
Mutatis mutandis les mêmes règles s’appliquent pour les instituts de droit diocésain, l’autorité suprême étant dans ce cas l’évêque du diocèse. Le canon 745 spécifie que ces normes s’appliquent similairement aux membres des sociétés de vie apostolique.

## En droit public
En droit public, forcer à l'exclaustration revient à expulser des religieux de leurs monastères ou couvents et donc quasiment à supprimer des ordres religieux réguliers. C'est le cas en Espagne en 1836 avec les décrets d'exclaustration de Juan Alvarez Mendizabal : en obligeant les religieux espagnols à quitter leurs couvents et monastères, l'Espagne anticléricale les a contraints à l'exil, ou à la sécularisation.

## Source
- Code de droit canonique, canons 686 à 688, et 745.